# Excimer
Un excímer (originalment abreviatura de dímer excitat) és una molècula poliatòmica de curta durada formada a partir de dues espècies que no formen una molècula estable en l'estat fonamental. En aquest cas, la formació de molècules només és possible si aquest àtom es troba en un estat electrònic excitat. Les molècules heteronuclears i les molècules que tenen més de dues espècies també s'anomenen molècules exciplex (originalment abreviatura de complex excitat). Els excímers solen ser diatòmics i es componen de dos àtoms o molècules que no s'unirien si tots dos estiguessin en l'estat fonamental. La vida útil d'un excímer és molt curta, de l'ordre dels nanosegons.

## Formació i decadència

Orbitals moleculars

Sota el formalisme orbital molecular, una molècula típica d'estat fonamental té electrons en els nivells d'energia més baixos possibles. Segons el principi de Pauli, com a màxim dos electrons poden ocupar un orbital donat, i si un orbital conté dos electrons han d'estar en estats d'espín oposats. L'orbital molecular més alt ocupat s'anomena HOMO i l'orbital molecular més baix no ocupat s'anomena LUMO; la bretxa d'energia entre aquests dos estats es coneix com a bretxa HOMO-LUMO. Si la molècula absorbeix llum l'energia de la qual és igual a aquest buit, un electró de l'HOMO pot ser excitat al LUMO. Això s'anomena estat excitat de la molècula.
Els excímers només es formen quan un dels components dímers està en estat excitat. Quan l'excimer torna a l'estat fonamental, els seus components es dissocien i sovint es repel·leixen mútuament. La longitud d'ona de l'emissió d'un excímer és més llarga (energia més petita) que la de l'emissió del monòmer excitat. Així, un excímer es pot mesurar mitjançant emissions fluorescents.
Com que la formació d'excímers depèn d'una interacció bimolecular, és promoguda per una alta densitat de monòmers. Les condicions de baixa densitat produeixen monòmers excitats que decauen a l'estat fonamental abans d'interaccionar amb un monòmer no excitat per formar un excimer.

## Nota d'ús
El terme excimer (dímer d'estat excitat) es limita, en sentit estricte, als casos en què es forma un veritable dímer; és a dir, els dos components del dímer són la mateixa molècula o àtom. El terme excíplex fa referència al cas heterodimèric; tanmateix, l'ús comú amplia l'excimer per cobrir aquesta situació.

## Exemples i ús
| Làser | Reactius  | Pic d'emissió |
| ----- | --------- | ------------- |
| XeCl  | Xe + Cl 2 | 308 nm        |
| KrF   | Kr + NF 3 | 248 nm        |
| ArF   | Ar + F 2  | 193 nm        |

Els complexos diatòmics heterodimèrics que impliquen un gas noble i un halogenur, com el clorur de xenó, són habituals en la construcció de làsers excímers, que són l'aplicació més habitual dels excímers. Aquests làsers aprofiten el fet que els components excímers tenen interaccions atractives en estat excitat i interaccions repulsives en estat fonamental. L'emissió de molècules d'excimer també s'utilitza com a font de llum ultraviolada espontània (làmpades d'excimer).

La molècula de pirè és un altre exemple canònic d'excímer que ha trobat aplicacions en biofísica per avaluar la distància entre biomolècules.
En química orgànica, moltes reaccions es produeixen a través d'un exciplex, per exemple, les de compostos d'aren simples amb alquens. Les reaccions del benzè i els seus productes representats són una [2+2]cicloaddició al producte orto (A), una [2+3]cicloaddició al metaproducte (B) i la [2+4]cicloaddició al producte para (C) amb alquens simples com els isòmers de 2-butens. En aquestes reaccions, és l'arena el que s'excita.
Com a regla general, la regioselectivitat és a favor de l'orto adducte a costa del meta adducte quan augmenta la transferència de càrrega que té lloc a l'exciplex.

## Tècniques de generació
Per a un dímer de gas noble o halogenur de gas noble es necessita un àtom de gas noble en estat electrònic excitat per formar una molècula d'excímer. Es requereix una energia prou alta (aproximadament 10 eV) per obtenir un àtom de gas noble en l'estat electrònic d'excitació més baix, que proporciona la formació d'una molècula d'excímer. La manera més convenient d'excitar gasos és mitjançant una descàrrega elèctrica. És per això que aquestes molècules d'excimer es generen en un plasma (vegeu formació de molècules d'excimer) o mitjançant feixos d'electrons d'alta energia.